# Thomas Milner Gibson
Pour les articles homonymes, voir Gibson.
Thomas Milner Gibson (3 septembre 1806 - 25 février 1884) est un homme politique britannique.

## Jeunesse et éducation
Thomas Milner Gibson est issu d'une famille du Suffolk, mais est né à Port-d'Espagne, Trinidad, où son père, Thomas Milner Gibson, est officier dans l'armée britannique. Il fait ses études à Trinidad, dans une école à Higham Hill également fréquentée par Benjamin Disraeli, à Charterhouse et au Trinity College de Cambridge, où il obtient son diplôme en 1830 .

## Carrière politique
En 1837, Gibson est élu au Parlement en tant que député conservateur d'Ipswich, mais démissionne deux ans plus tard, ayant adopté les vues libérales, et devient un ardent partisan du mouvement de libre-échange. En tant que l'un des principaux alliés de Richard Cobden, il est élu à la Chambre des communes comme député de Manchester en 1841, et de 1846 à 1848, il est vice-président de la Chambre de commerce du ministère de Lord John Russell. Bien que battu à Manchester en 1857, il trouve un autre siège à Ashton-under-Lyne, et siège dans le cabinet sous Lord Palmerston puis Russell de 1859 à 1866 en tant que président du Board of Trade . En 1846, il est admis au Conseil privé .
Il est le chef de file du mouvement pour l'abrogation des taxes sur la connaissance, et ses efforts fructueux en faveur du journalisme et de la publicité ont été reconnus par un témoignage public en 1862. Il se retire de la vie politique en 1868, mais lui et sa femme, dont le salon est un grand centre libéral, sont pendant de nombreuses années très influents dans la société.

## Famille

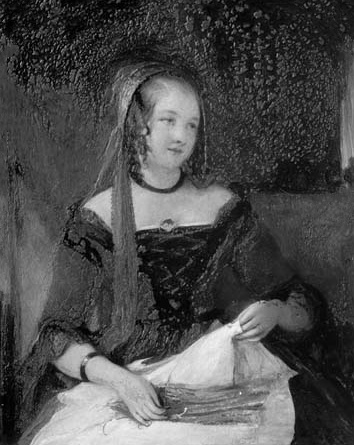
Arethusa Susannah Milner Gibson, huile sur toile, William Boxall, RA

Milner Gibson épouse Arethusa Gibson, fille de Revd. Sir Thomas Gery Cullum (en) de Hardwick House, Suffolk, en 1832  Ils résident à Theberton House, Suffolk.
Gibson a également une relation avec Susannah Bowles, une servante. Leur fils, Thomas Gibson Bowles, est devenu un éditeur réputé et est le grand-père maternel des sœurs Mitford.
Milner Gibson est décédé à bord de son yacht, le Resolute, à Alger le 25 février 1884, à l'âge de 77 ans, et est enterré dans le cimetière de Saint-Pierre à Theberton dans le Suffolk le 13 mars .